# Heuchera micrantha
Espèce
Heuchera micrantha est une espèce de la famille des Saxifragaceae.

## Liste des variétés
Selon GBIF (30 juillet 2024) :
- Heuchera micrantha var. diversifolia (Rydb.) Rosend., Butters & Lakela
- Heuchera micrantha var. erubescens (A.Br. & Bouché) Rosend.
- Heuchera micrantha var. hartwegii (S.Watson ex Wheelock) Rosend.
- Heuchera micrantha var. macropetala Shipes & E.F.Wells

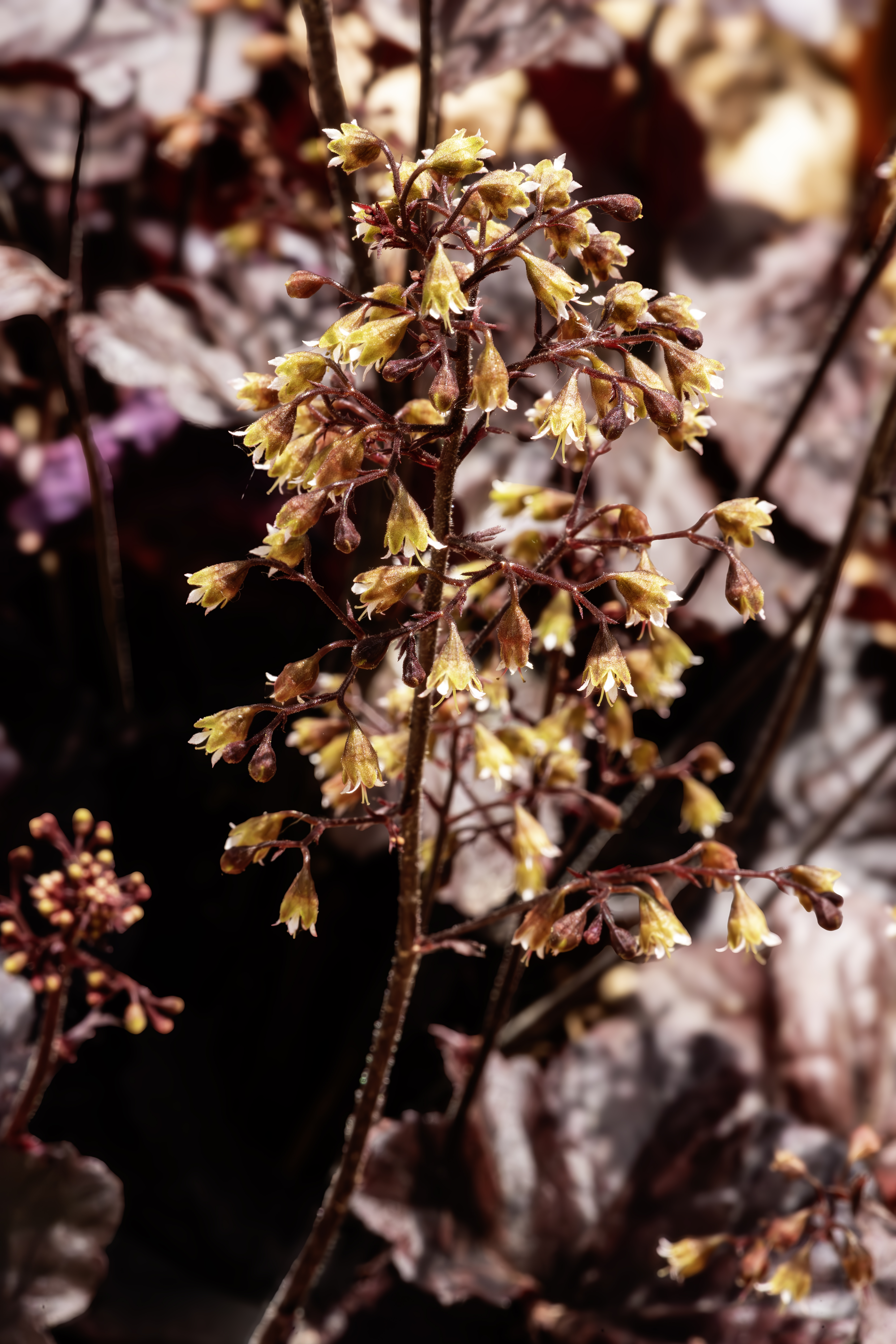
Heuchera micrantha var. erubescens inflorecence

- Heuchera micrantha var. micrantha

## Systématique
Le nom correct complet (avec auteur) de ce taxon est Heuchera micrantha Douglas.
Heuchera micrantha a pour synonymes :
- Heuchera barbarossa C.Presl
- Heuchera glaberrima Rydb.
- Heuchera micrantha f. acuta Rosend., Butters & Lakela
- Heuchera micrantha f. glaberrima (Rydb.) Rosend., Butters & Lakela
- Heuchera micrantha var. glaberrima (Rydb.) W.H.Baker
- Heuchera micrantha var. nuttallii (Rydb.) Rosend.
- Heuchera micrantha var. typica Rosend., Butters & Lakela
- Heuchera nuttallii Rydb.